# Deir el-Qamar
Deir el-Qamar (in het Arabisch دير القمر, "Klooster van de maan”) is een plaats in het Libanese Choufgebergte op 5 km van  Beiteddine.  Het is een zeer pittoresk stadje met goedbewaarde historische gebouwen.
Deir el-Qamar was van de 16de tot de 18de de politieke hoofdstad van het land en de residentie van de emirs, de gouverneurs onder de Ottomaanse sultans.
Bekend is de druzische emir Fakir ed Dine II of Fakardin (1570-1635) die een van Istanboel onafhankelijke koers voer en alzo symbool werd voor een onafhankelijk Libanon.
Deir el-Qamar is geplaatst op de voorlopige lijst van het UNESCO werelderfgoed.
Het stadje heeft een centraal gelegen plein, de midan, welk eertijds voor tornooien werd gebruikt. De waterfontein werd in de 19de eeuw gebouwd. Rondom de midan en in de onmiddellijke buurt vindt men verschillende gebouwen opgetrokken in de typische Libanees architecturale stijl.
De Fakirdin moskee heeft een achthoekige minaret. Ze dateert van 1493 en werd in de 16de eeuw door Fakirdin I herbouwd voor zijn moslim huursoldaten.
De serail of het paleis van de emir Youssef Chehab (uit de 18de eeuw) doet thans dienst als gemeentehuis.
In de vroegere zijdekaravanserai of kaïsariyyeh, gebouwd in 1595, werden destijds juwelen en zijde verhandeld. Thans wordt hij gebruikt voor culturele activiteiten. Vlak bij de karavanserai bevindt zich een 17de-eeuwse synagoge, gebouwd voor Joden welke deel uitmaakten van het entourage van de emir.
De maronietenkerk Notre Dame du Tell is opgetrokken op de plaats van een vroegere Fenicische tempel.

## Geboren
- Fouad Ammoun (1899-1977), minister, diplomaat en rechter

## Galerij

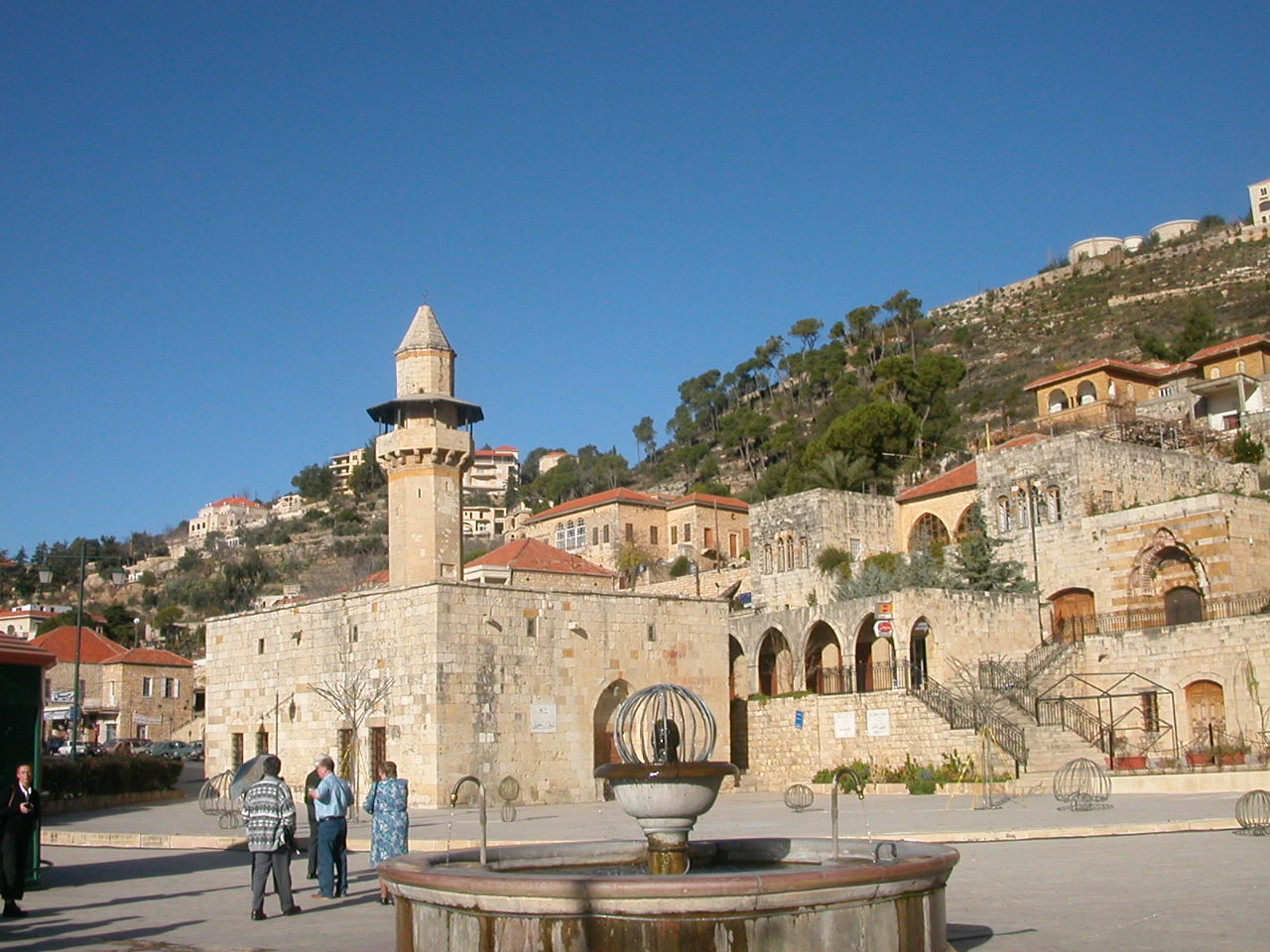
midan met Fakirdinmoskee
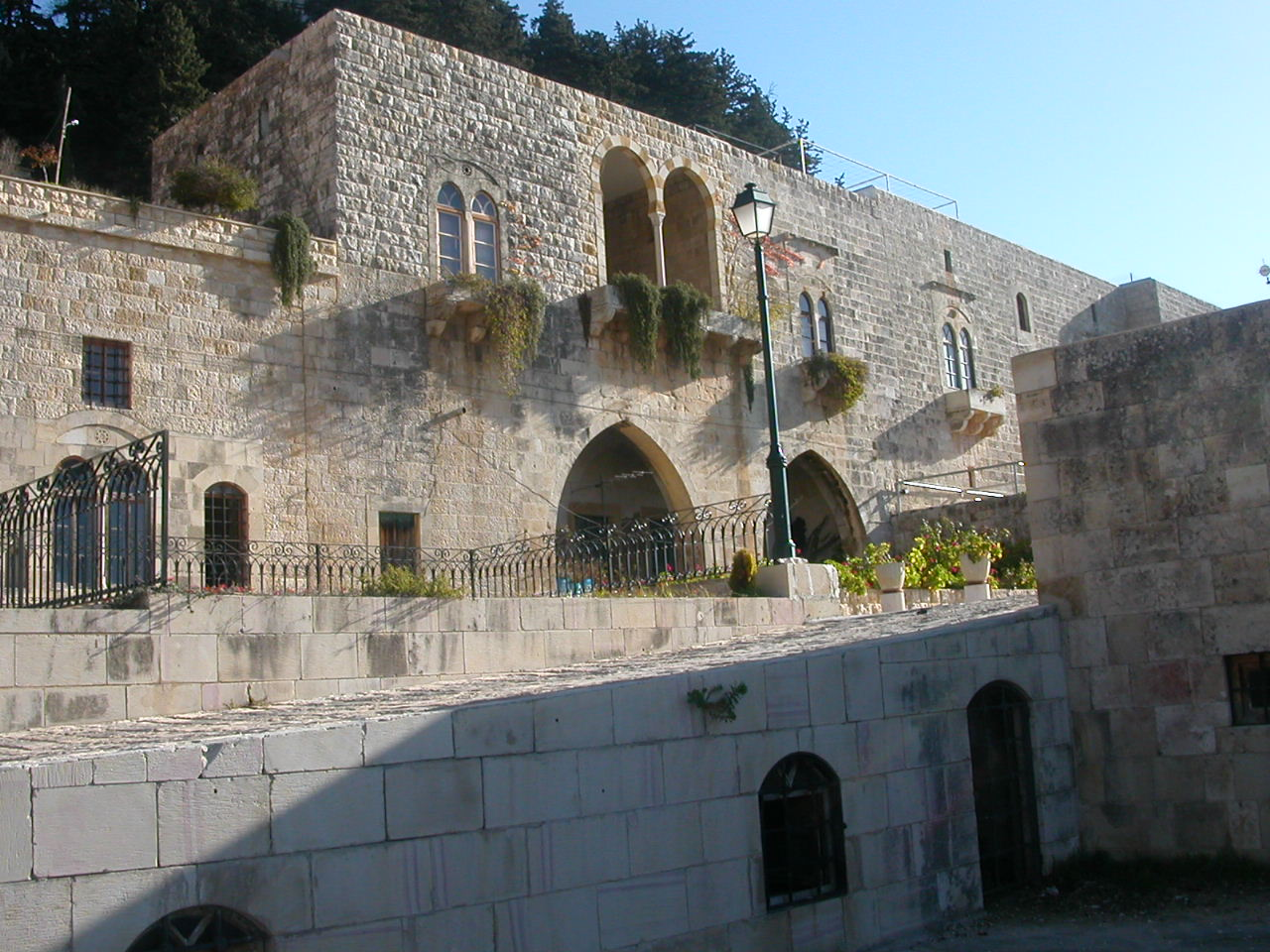
zijdekaravanserai
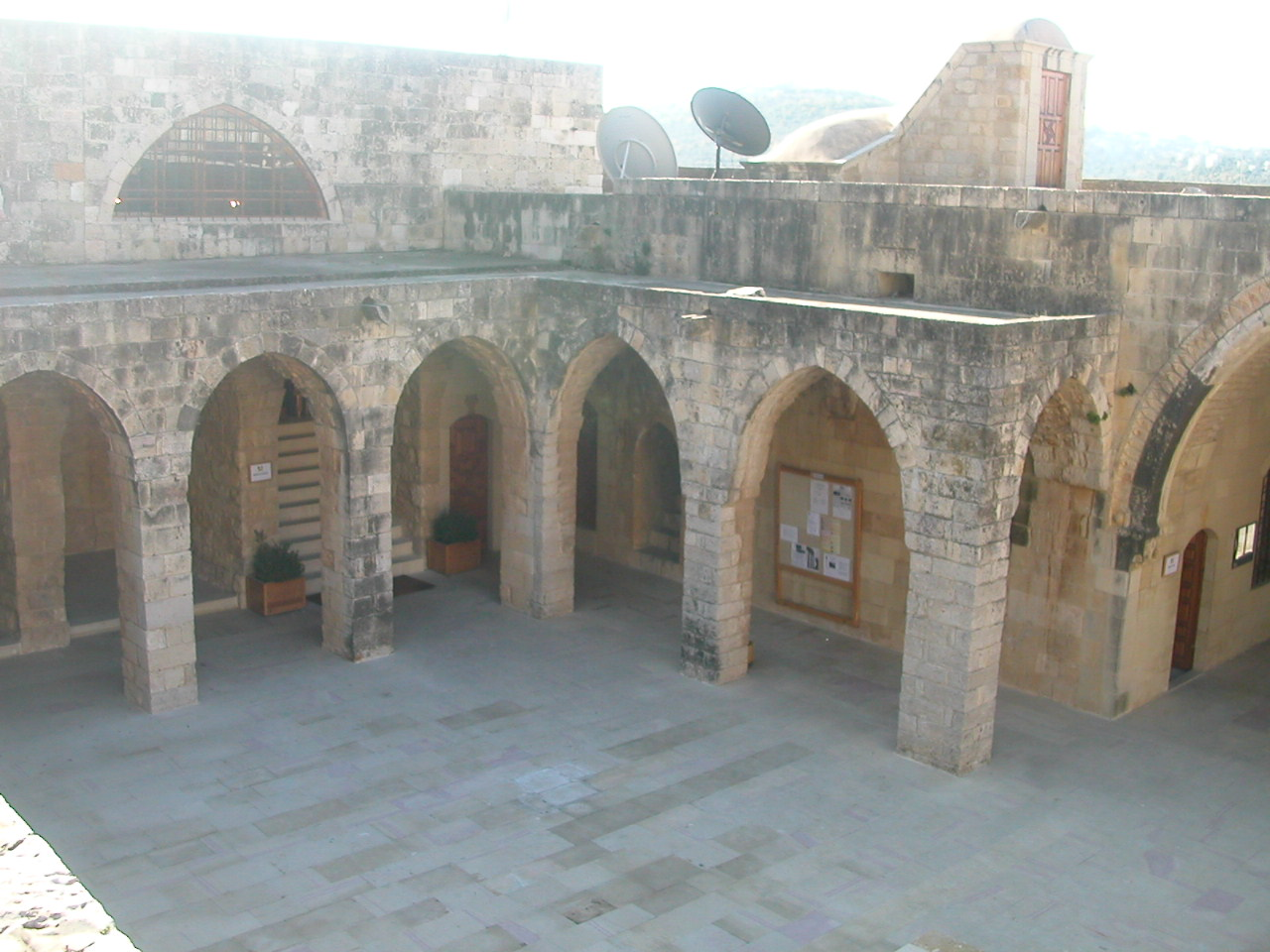
ander beeld van de zijdekaravanserai
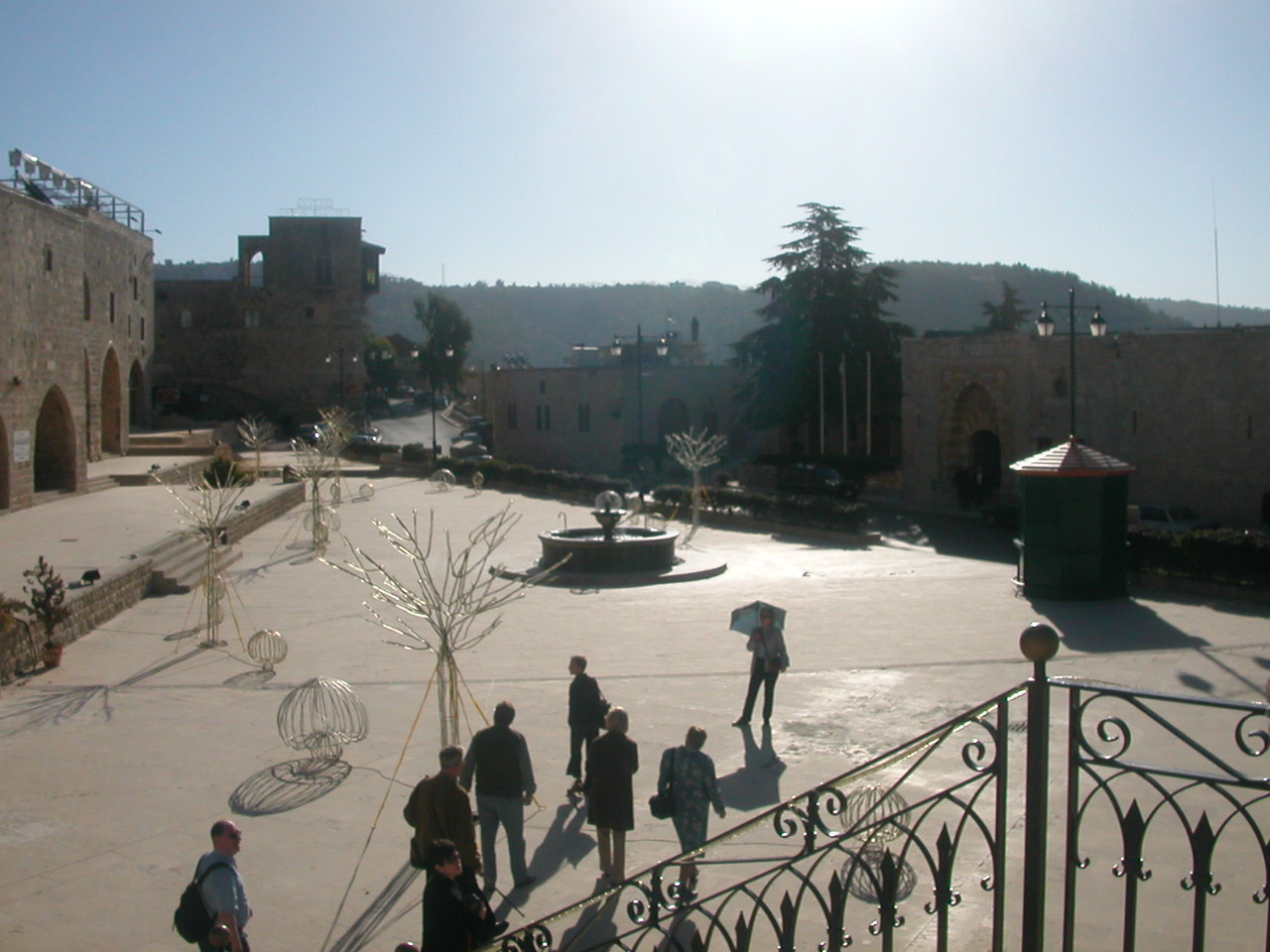
midan in de morgenzon
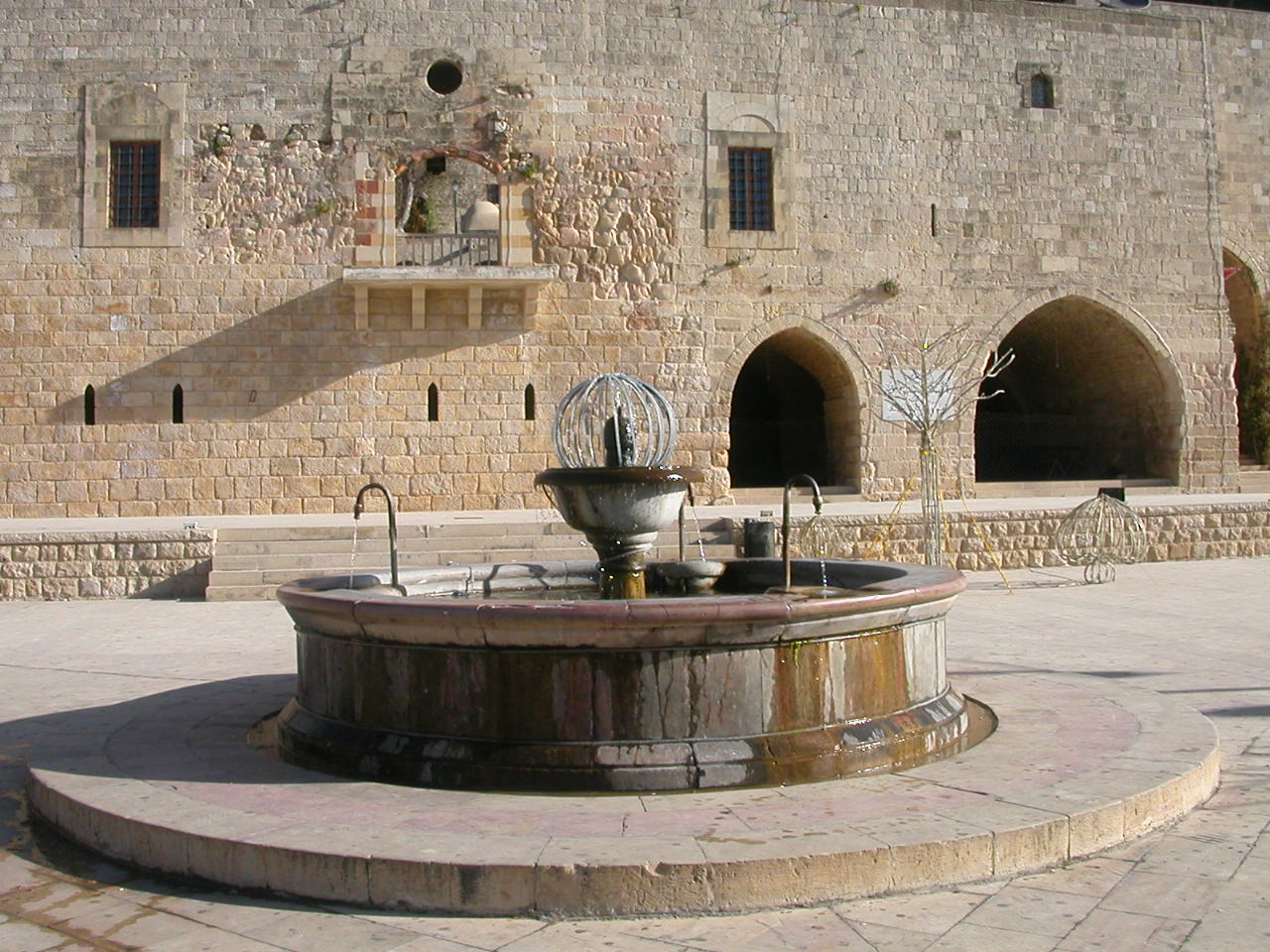
fontein op de midan
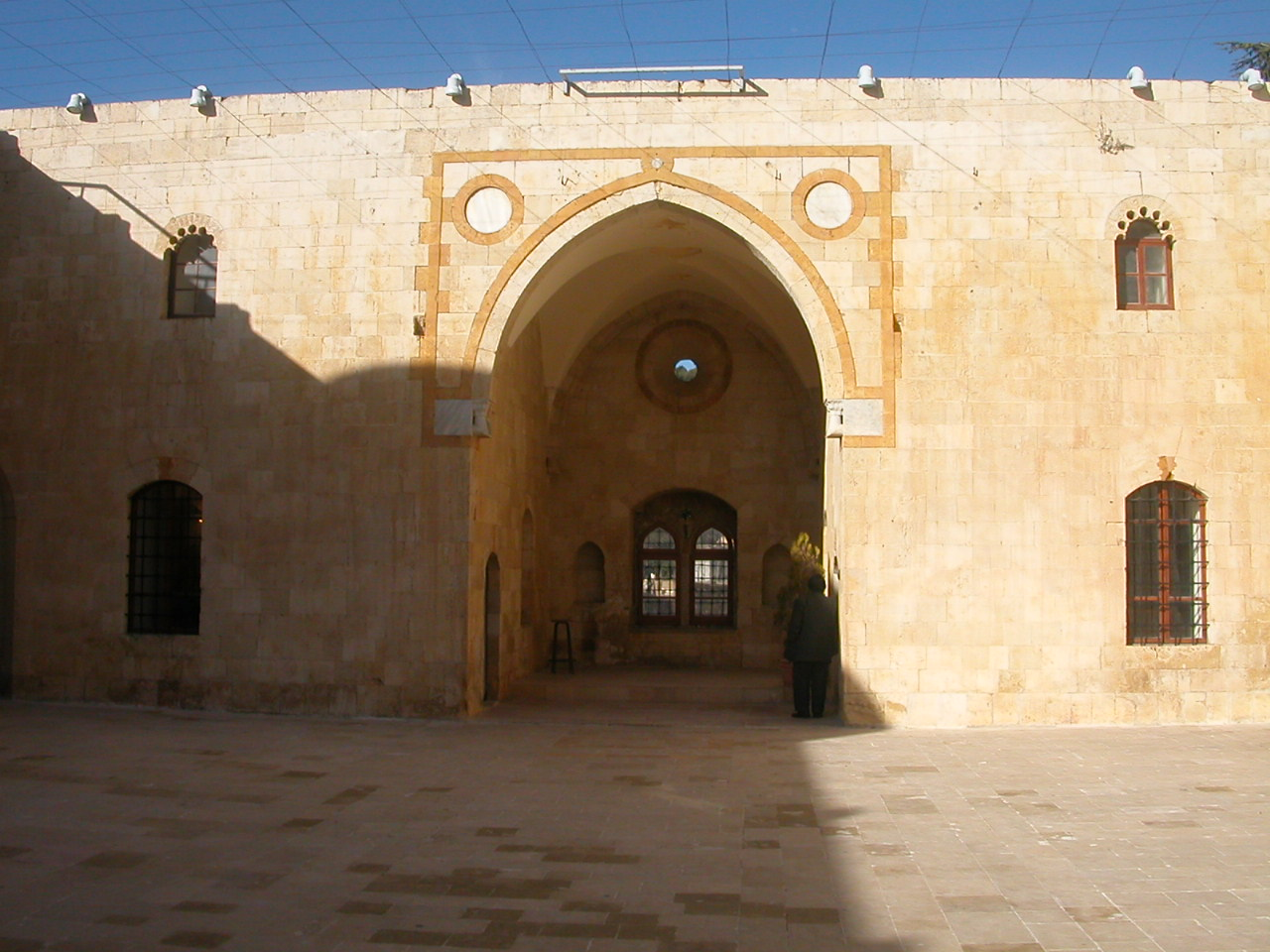
binnenhof van de serail
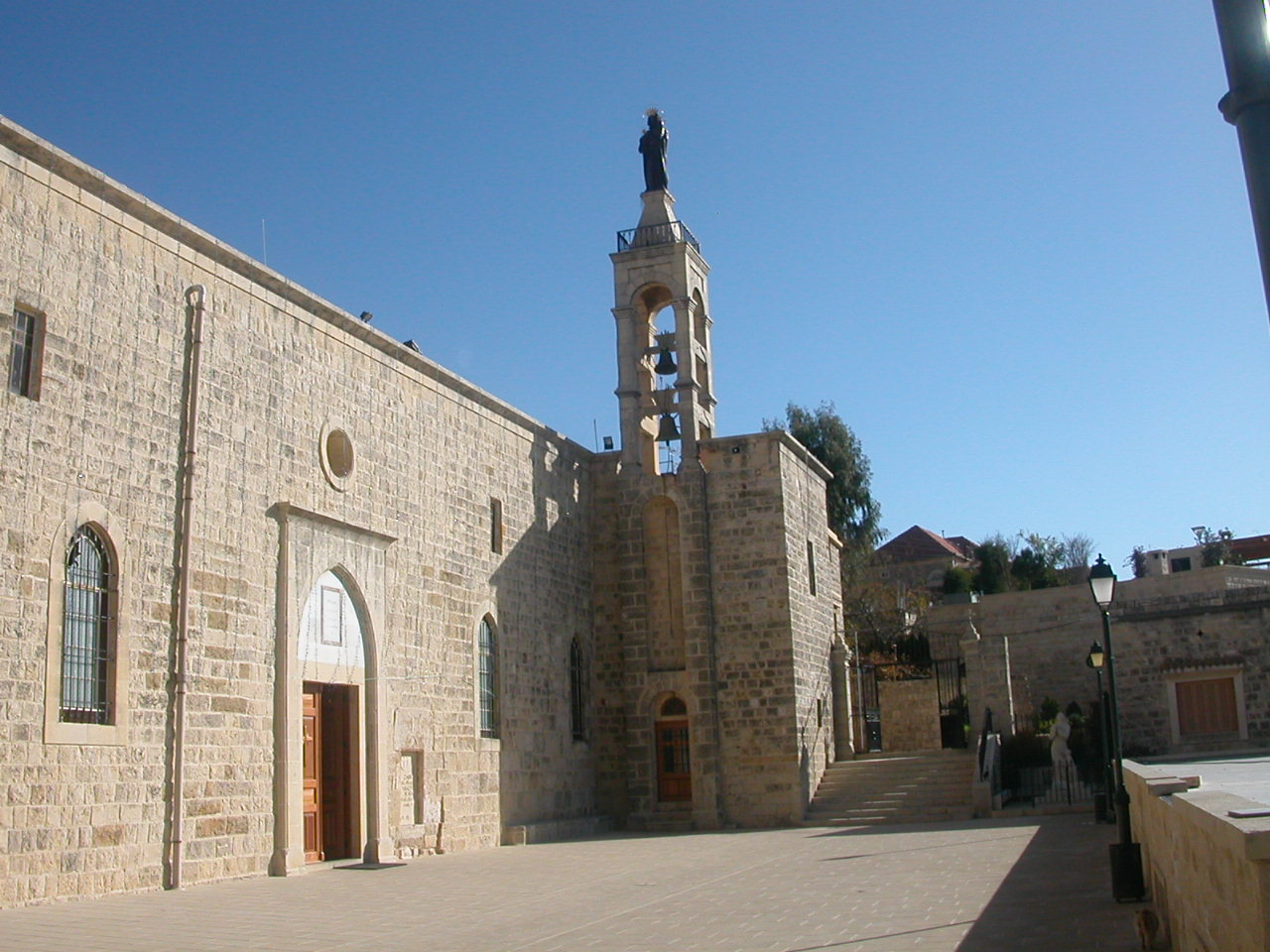
maronietenkerk Notre Dame du Tell
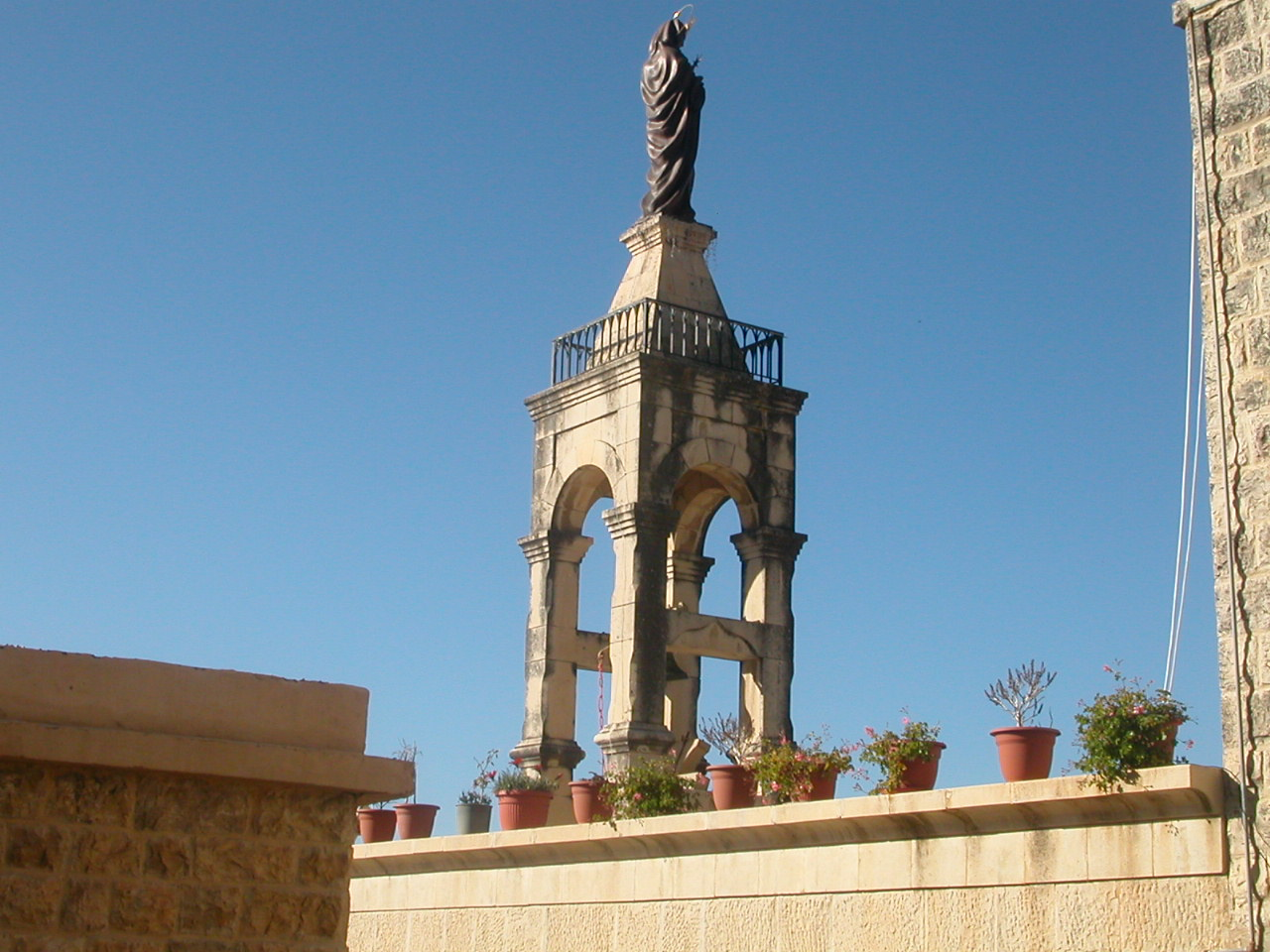
klokkentoren van maronietenkerk Notre Dame du Tell